# Danielli Pereira da Silva
Danielli Pereira da Silva, auch Dani Silva genannt, (* 21. Januar 1987 in Itambacuri, Minas Gerais) ist eine brasilianische Fußballspielerin. Sie spielt linksfüßig auf der Position einer linken Abwehrspielerin oder als defensive Mittelfeldspielerin.

## Karriere

### Verein
Dani Silva kam 2007 zum FC Santos. Zuvor war sie beim CA Juventus und der AD São Caetano aktiv, wobei die Quellen nicht angeben, ob im Jugendbereich, oder auch als Profi. Sie blieb in dem Klub bis Saisonende 2011. In dieser Zeit gewann sie diverse Titel. Darunter zwei Mal die Copa do Brasil und zwei Mal die Copa Libertadores Femenina. Dani Silva wechselte nach Piracicaba zum EC XV de Novembro. Noch im selben Jahr ging, mit einem Wechsel zum São José EC, ihre Reise weiter. In der Saison darauf gewann sie mit São José die Copa Libertadores Femenina 2013 und den Copa do Brasil de Futebol Feminino 2013.
Zum Jahresanfang 2014 nahm Dani Silva ein Angebot aus Russland an. Sie unterzeichnete einen Kontrakt bei Kubanochka Krasnodar. Ihr erstes Spiel in der russischen Fußballmeisterschaft bestritt die Spielerin am 11. Mai 2014. Im Heimspiel gegen Rjasan WDW wurde sie in der 72. Minute für Snezhana Kemryugova eingewechselt und stand mit ihren Landsfrauen Renata Costa und Amanda auf dem Platz. Nach zwei Spielzeiten verließ sie das Land wieder.
Zum Saisonstart 2016 gab der FC Santos ihre erneute Verpflichtung bekannt. Dani Silva blieb vier Jahre bei dem Verein und konnte den Erfolg in der Série A1, der nationale Meisterschaft, feiern. Sie bestritt dabei 19 Spiele und erzielte ein Tor. 2020 wechselte sie zum FC São Paulo. Der Klub hatte in der Vorsaison die Série A2 2019 gewonnen.
Zur Saison 2024 kehrte Dani Silva zum zweiten Mal zum FC Santos zurück. Der Kontrakt erhielt eine Laufzeit bis Jahresende. Trotz ihrer Position als Abwehrspielerin war sie zum Zeitpunkt ihrer Rückkehr die sechstbeste Torjägerin des Klubs. Ab Oktober des Jahres trat sie auf Leihbasis beim Atlético Mineiro in der Staatsmeisterschaft von Minas Gerais an. Von hier kehrte sie im Dezember zurück. Im Zuge dessen gab Santos bekannt, ihren noch bis 31. Januar 2025 laufenden Vertrag nicht verlängern zu wollen.

### Nationalmannschaft
Dani Silva bestritt ihr erstes Länderspiel im Peace Queen Cup am 15. Juni 2008 gegen Italien. In der Partie stand sie in der Startelf. 2009 konnte sie mit der Auswahl die erste Ausgabe des Vier-Nationen-Turniers in Brasilien gewinnen. Dabei bestritt sie drei Spiele. Bis 2012 kam sie gelegentlich zu Einladungen und Spielen, konnte sich aber nicht als Stammkraft etablieren. In dem Jahr kam es dann zu einem Höhepunkt in ihrer Karriere. Sie wurde eingeladen zur die Teilnahme an den olympischen Sommerspielen 2012. Sie ersetzte Elaine. Diese hat eine Muskelprellung erlitten. Dieses wurde nur zwei Tage vor dem ersten Spiel Brasiliens bei der Olympiade Kamerun festgestellt. Zu Einsätzen kam sie in dem Turnier nicht. Ihr letztes Spiel im Nationaltrikot trat sie am 25. September 2013 an. Im Spiel um den Matchworld Women's Cup gegen Mexiko wurde sie für Tamires eingewechselt.
Gemäß der Übersichtsseiten auf rsssfbrasil.com von 2008 bis 2013 bestritt Dani Silva 13 Länderspiele. Diese teilten sich auf in:
- Freundschaftsspiele: 4
- Matchworld Women's Cup: 2
- Peace Queen Cup: 2
- Vier-Nationen-Turnier: 4
- Women's Kirin Challenge Cup: 2

## Erfolge
Nationalmannschaft
- Vier-Nationen-Turnier in Brasilien: 2009, 2012

Santos
- Staatsmeisterschaft von São Paulo: 2007, 2010, 2011, 2018
- Taça Brasil de Futebol Feminino: 2007
- Copa do Brasil: 2008, 2009
- Copa Libertadores Femenina: 2009, 2010
- Torneio Internacional Interclubes de Futebol Feminino: 2011
- Campeonato Brasileiro de Futebol Feminino: Campeonato Brasileiro: 2017

EC São José
- Copa Libertadores Femenina: 2013
- Copa do Brasil: 2013

São Paulo
- Brasil Ladies Cup: 2021